# Capitalismo financeiro
O capitalismo financeiro é uma fase do capitalismo que surgiu após a Segunda Guerra Mundial, mas que só se desenvolveu mais intensamente na década de 1980 em diante. Esse capitalismo, também chamado de capitalismo neoliberal, é caracterizado pelo fato de o topo da hierarquia social estar ocupado por rentistas e tecnoburocratas que administram as riquezas dos capitalistas industriais. Ou seja, o topo da pirâmide não pertence mais aos próprios capitalistas industriais, mas a uma classe que vive de capital não produtivo, como aquele da bolsa de valores.